# 岐伯

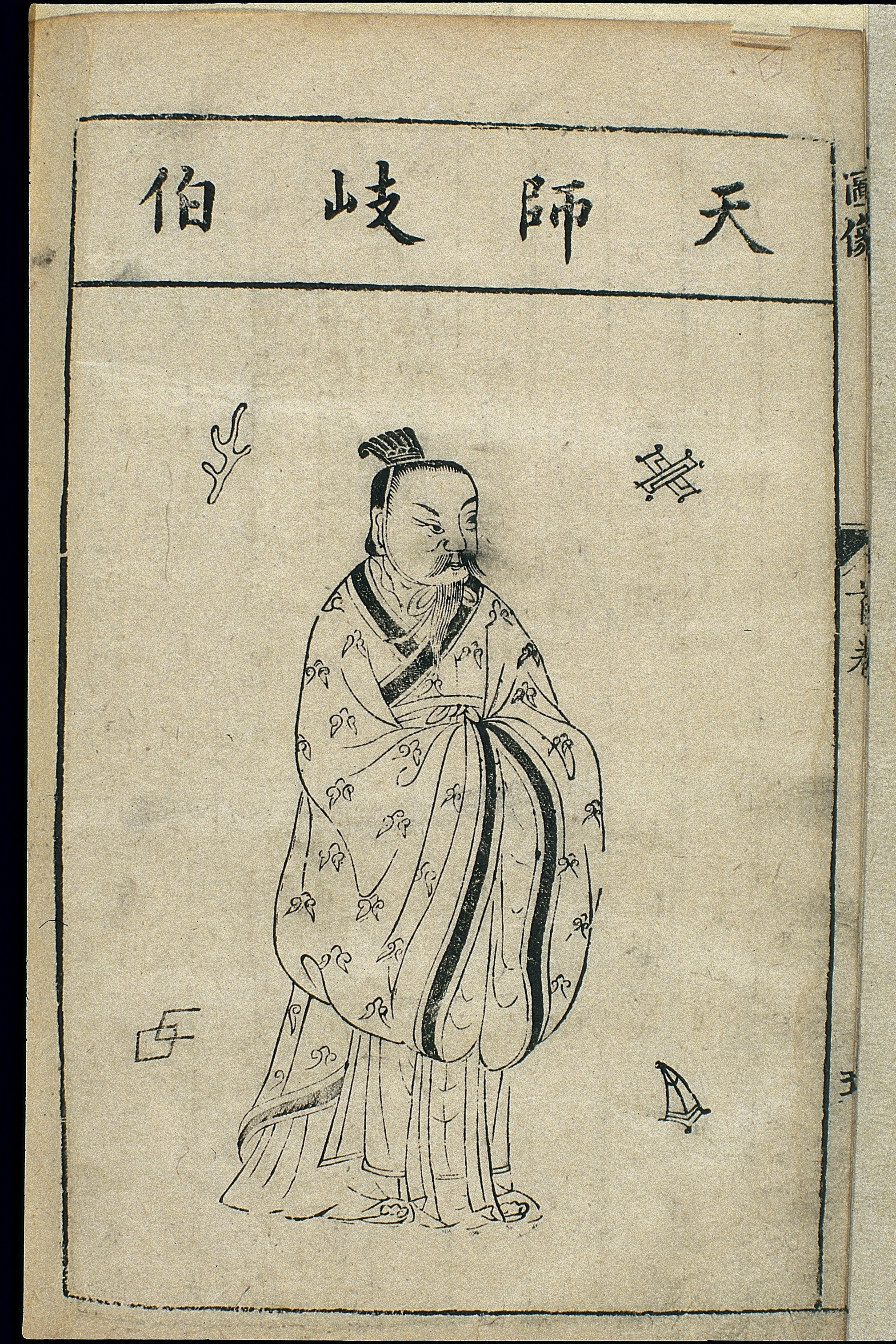
万历刻本《本草蒙筌》卷首载“历代名医图”中的岐伯像，转绘自《医学源流》

岐伯，传说中的上古时代医家。白天識藥、嘗藥性，晚上習養生之道，掌握經絡醫術。黃帝在崆峒山問道於廣成子時，中南子向黃帝推舉了岐伯。岐伯後來成為黃帝的大臣。他受黃帝的命令品嘗百草。傳說他曾經駕馭由12隻白鹿拉的絳雲車赴蓬萊山問不死之藥。「岐黃」為岐伯與黃帝二人的合稱，相傳為醫家之祖。

## 著作
《黃帝內經》是以黃帝與他討論醫學問題的問答體裁編著的，分成《素問》與《靈樞》二部。後據說《難經》八十一篇，稱為八十一難，為根據《黃帝內經》內容而寫的八十一條答辯議論，包括有關把脈、經絡、解剖、五臟疾病，以及針灸治療法等之理論；作《內外術經》十八卷，教制九種針灸之方法；作《經方》，為記載藥劑治療之書；作《神農本草經》，記載中國古代藥物的著作，收藥物三百六十五種，共記載植物、動物、礦物和釀造的飲料食品及少數化學製品等，因以草類居多，故有此稱（今原書不傳，有清孫星衍等輯本）。